# Hapkidowon
El Hapkidowon (Hangul:합기도원), también conocido como Sede mundial del Hapkido (World Hapkido Headquarters) (Hangul: 세계합기도원), o Fundación Mundial de Hapkido, es el centro de educación e instrucción en Hapkido. Fue fundado por el Gran Maestro Hong Sik Myung en 1981 en el estado de Míchigan (EE. UU). El centro expide certificados oficiales de instructor (o cinta negra), grados Dan, imparte seminarios, y da soporte a organizaciones y escuelas de Hapkido. El Hapkidowon se enfoca en la unidad y los intereses de los practicantes del Hapkido, y premia a aquellos que contribuyen con la mejora del arte, la comunidad y la promoción del Hapkidowon mismo.

## Historia
El Gran Maestro Hong Sik Myung comenzó a practicar Hapkido en el Dojang WonHyo en 1960 bajo la tutela de su hermano mayor, el Gran Maestro Myung Kwang-Sik,  el Gran Maestro Seo Bok-Seob, el Gran Maestro Ji Han Jae. Participò en "La primera Demostración Unificada Nacional Coreana de Hapkido" en Seúl (Corea) en 1968. Se convirtió en instructor de Hapkido en el Dojang YonMuKwan SangDo en 1970, y luego en jefe y maestro instructor de Hapkido en la Sede YonMuKwan (대한합기도연무관, también deletreado YonMooKwan y YeonMuKwan) en 1973, haciéndose cargo de la Asociación Coreana de Hapkido YonMuKwan. Se mudó a los Estados Unidos en 1981, y abrió Myung's Hapkido en Detroit (Míchigan), organizando la sede mundial del Hapkido o Hapkidowon en 1981, la cual fue relocada en Corona, California, en 2004.

## Resumen
El Hapkidowon es un lugar de educación para el arte del Hapkido. Sus técnicas son prácticas y están basadas en principios científicos, que buscan la adquisiciòn de habilidades ofensivas y defensivas, enseñadas para tener aplicación en la vida real. Las técnicas se incluyen los siguientes escenarios: mano vacía contra mano vacía (맨손 對 맨손), mano vacía contra arma, o arma contra mano limpia (맨손 對 무기), y arma contra arma (무기 對 무기). Las técnicas a mano vacía incluyen luxaciones articulares, patadas, golpes de mano abierta, puñetazos, proyecciones, e inmovilizaciones. Las técnicas con armas incluyen el manejo del cuchillo, del bastón, de la cuerda (Dan bong, Jung Bong, Jang bong, So Bong respectivamente) y de la espada coreana.

## Filosofía

### Cinco Mandamientos
La filosofía del Hapkidowon y la enseñanza está compuesta de una ética moral además de las técnicas físicas bajo la creencia de que aquellos entrenados en el arte también deben aprender a usar sus habilidades con responsabilidad.

| Hapkidowon O-Kae | Rules in Korean (Hanja) | Translation                                          |
| ---------------- | ----------------------- | ---------------------------------------------------- |
| Hana             | Do Ji Ji Gyea           | Observar los principios del Hapkido                  |
| Dul              | Sa Hyung Kong Kyung     | Respetar a mis instructores y a las personas mayores |
| Saet             | Do Bul Nam Yong         | Nunca hacer mal uso del Hapkido                      |
| Naet             | Do Ji Eui Yong          | Usar Hapkido solo para propósitos justos             |
| Daseot           | Do Kwan Kong Heon       | Contribuir al bienestar de Hapkido y nuestra escuela |

### Significado de Hapkidowon
Hap: 합:合 = Hap significa "armonía", "coordinado", o "conexión"; poner [traer] junto, combinar, unir, unir juntos
Ki: 기: 氣 = Ki describe la energía interna, el espíritu, la fuerza o poder; vigor, energía, vitalidad, fortaleza, fuerza, espíritu, aguante, virilidad
Do: 도:道 = Do significa "camino" o "arte", obteniendo una traducción literal de "unión-energía-camino"
Won:원:院 = Won significa: casa de estudios, fundación, academia.
Hapkidowon(Hangul: 합기도원) significa casa de estudios de Hapkido. Es la organización mundial de Hapkido, también conocida como Sede mundial de Hapkido (Hangul: 세계합기도본부), y casa de Hapkido auténtico.

### Significado de los símbolos de Hapkidowon
El símbolo representa los principios del concepto de Hapkido y técnicas en la forma de 원 (Won, círculo), 방 (Bahng, cuadrado) y 각 (Gahk, triángulo). Won representa el cielo (o universo), Bang dentro del Won representa a la tierra, y el Gak representa al hombre. Como el logo muestra, la tierra está dentro del universo y la tierra está rodeada por hombres. El símbolo es la unificación del universo, la tierra y el hombre: esto es el consenso y principio de Hapkido.
Esto representa sin barreras o sin límites (無極, Mu Geuk) Gran Camino (大道, Dae Doh) para unificar (十, Siep – significa el numeral diez – también representa el todo combinado) el cielo (上, Sang), Tierra (下, Hah), y todos los puntos (八方, Pahl-Bahng) del hombre rodeando (氣, Ki). Por lo tanto 上下八方無極大道 significa en breve "El camino para unificar el cielo sin límites y la tierra con el Ki rodeado del hombre".
El globo representa la visión de Hapkidowon de crear una cultura internacional y una herencia benéfica para la humanidad a través del Hapkido en todos los rincones del mundo.